# Bazar Altyn Asyr

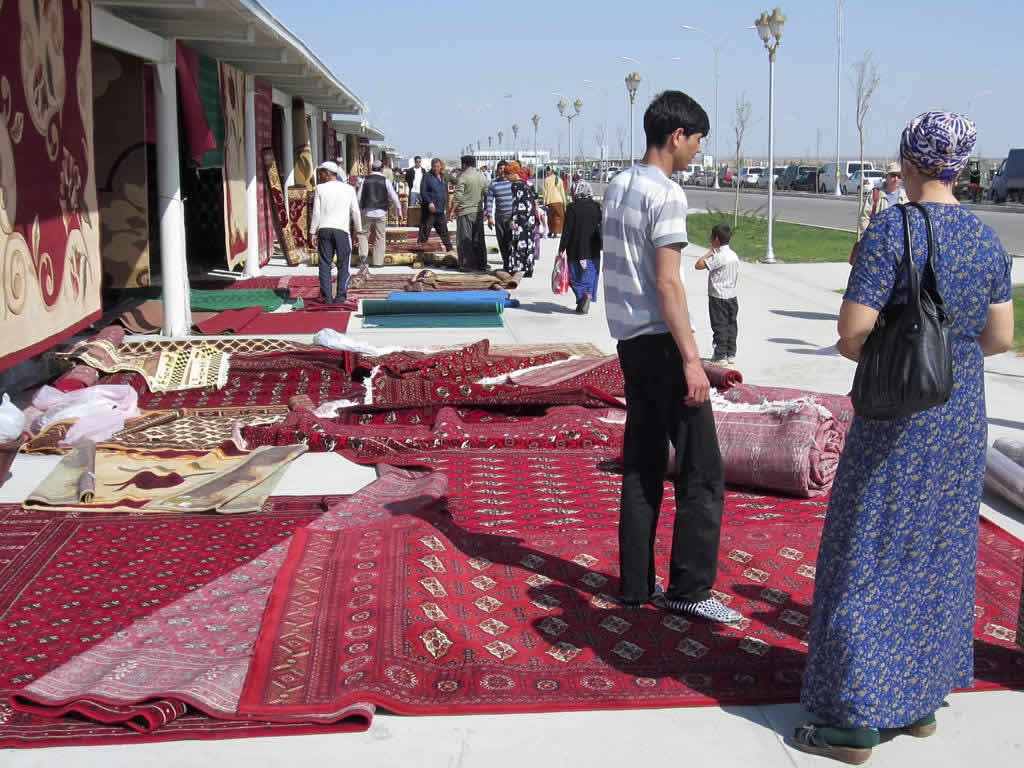
Venda de tapetes no bazar Altyn Asyr

Bazar Oriental Altyn Asyr (em turcomeno:  Altyn Asyr gündogar bazarytambém) conhecido localmente como Täze jygyldyk (em russo:  Новая Толкучка; Novo Tolkuchka) é o maior mercado no Turcomenistão, e o quinto maior da Ásia Central. Está localizado na periferia de Asgabade, na área residencial Choganly. Ele foi inspirado nos ornamentos de um tapeçaria turcomena da província de Ahal. O mercado cobre uma área de 1.540.000 m². No coração do bazar há uma alta torre do relógio, o seu marco principal. Há 2.155 lojas no mercado.
Foi construído para substituir o demolido bazar de Tolkuchka, e é um mercado extenso espalhado pelos subúrbios do deserto de Asgabade, Turcomenistão, a poucos quilômetros do centro da cidade. É o maior mercado ao ar livre da Ásia Central. Nota-se em particular pela sua venda de grandes tapetes turcomenos vermelhos. O mercado prospera especialmente aos domingos e vende uma enorme variedade de produtos, incluindo tapetes turcomenos, artesanato, sedas, jóias, jeans, sabão em pó, sacolas plásticas e fardos de arroz. Também tem um notável mercado de camelos.

## História e arquitetura
O bazar oriental Altyn Asyr foi inaugurado em 2011 com a participação do Presidente do Turcomenistão Gurbanguly Berdimuhamedov.
O novo mercado apresenta arquitetura única. O complexo se assemelha a um padrão de carpete quando visto de cima. O bazar inclui um hotel que pode acomodar uma centena de hóspedes, e há vários cafés e bistrôs no local.
Em 2013, o mercado foi equipado com equipamento de telefone e Internet de alta velocidade.

## Fotos do demolido bazar de Tolkuchka

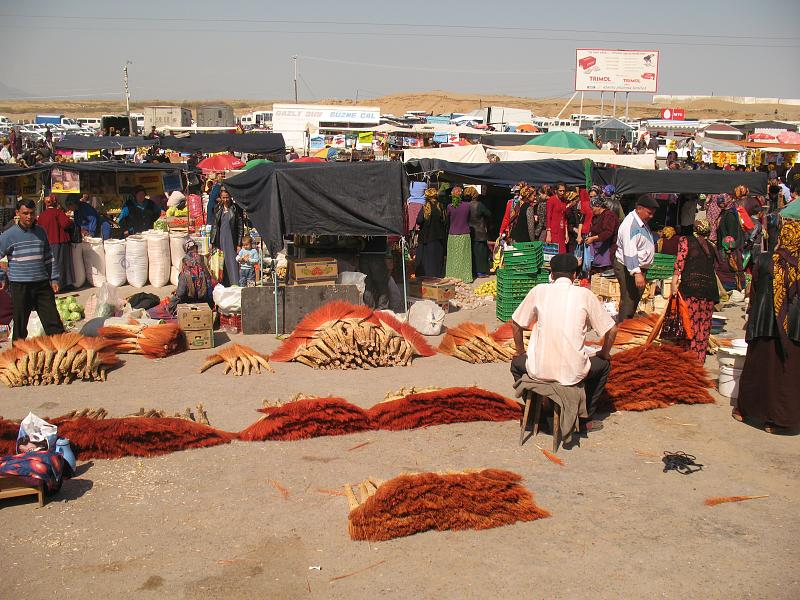
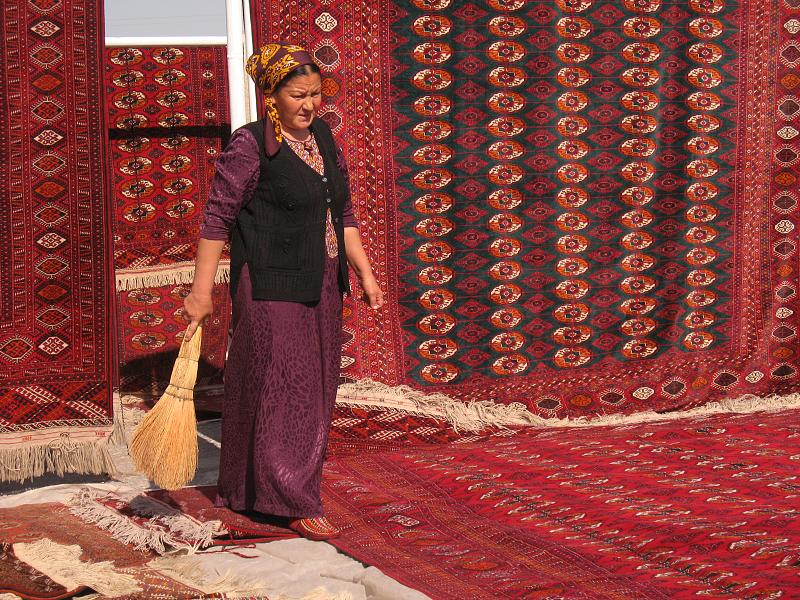
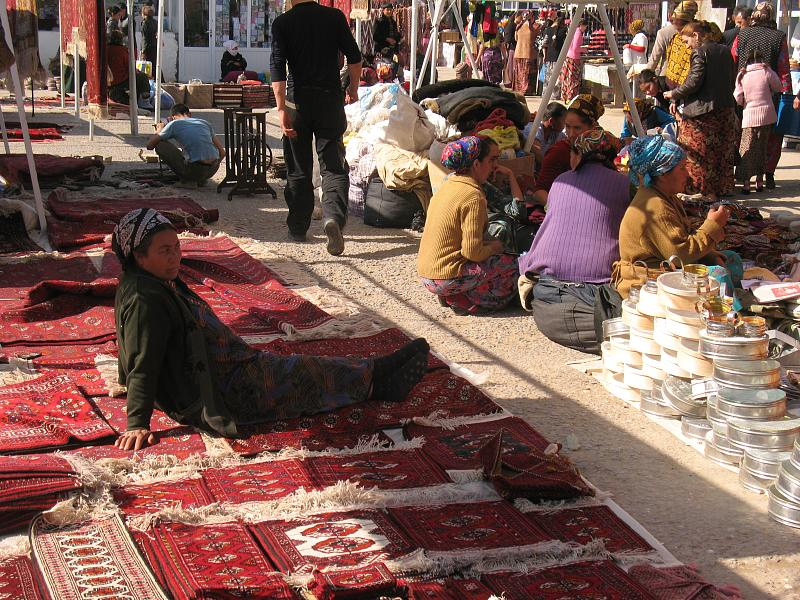
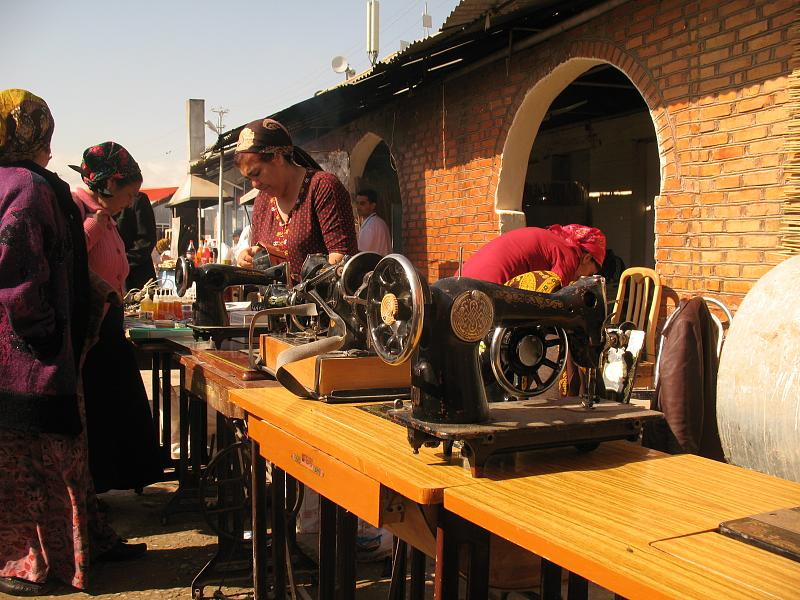
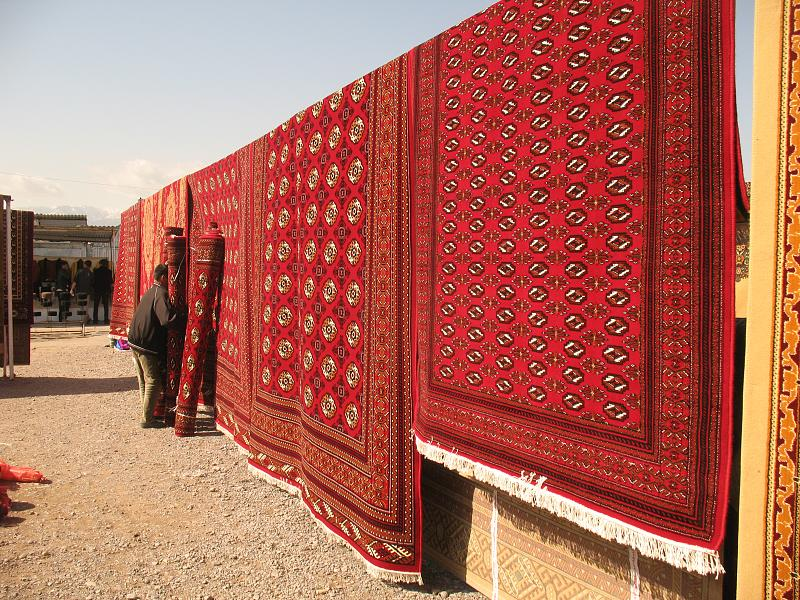
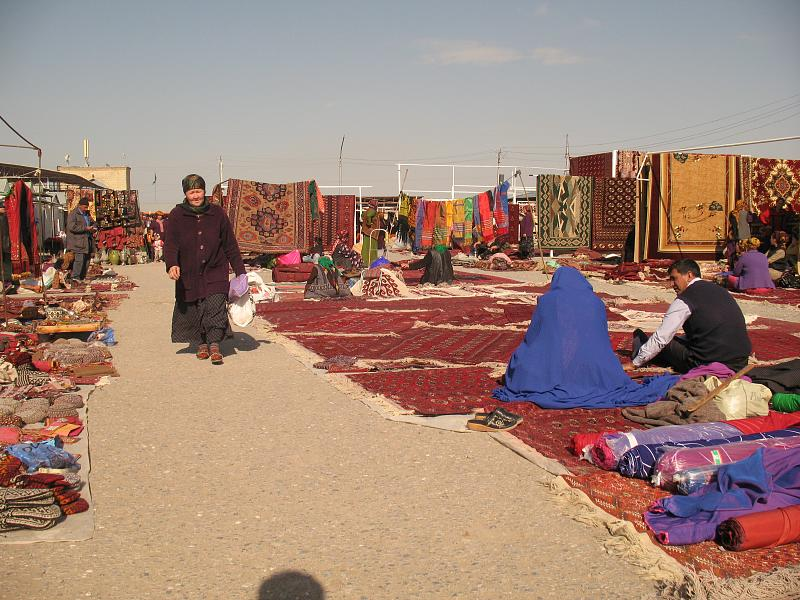
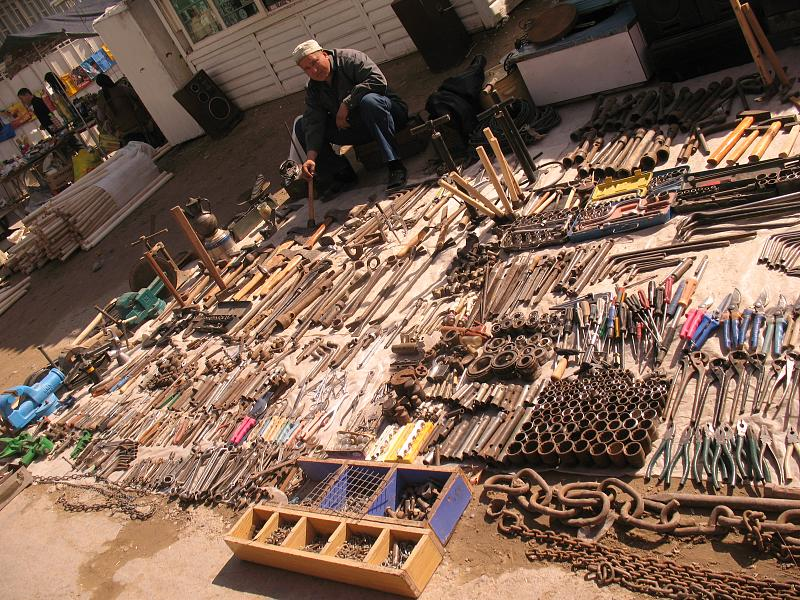